# Ptilodexia maculata
Ptilodexia maculata là một loài ruồi trong họ Tachinidae.